# テネシー (装甲巡洋艦)
|          |                                                                 |
| 艦歴     |                                                                 |
| 発注     |                                                                 |
| 起工     | 1903年6月20日                                                   |
| 進水     | 1904年12月3日                                                   |
| 就役     | 1906年7月17日                                                   |
| 退役     |                                                                 |
| その後   | 1916年に破壊                                                    |
| 除籍     | 1917年12月17日                                                  |
| 性能諸元 |                                                                 |
| 排水量   | 13,712 トン                                                     |
| 全長     | 504.4 ft                                                        |
| 全幅     | 72.8 ft                                                         |
| 吃水     | 25 ft                                                           |
| 機関     |                                                                 |
| 最大速   | 22.16ノット                                                     |
| 乗員     | 士官、兵員887名                                                 |
| 兵装     | 10インチ砲4門 6インチ砲16門 3インチ砲22門 21インチ魚雷発射管2門 |

テネシー (USS Tennessee, ACR-10) は、アメリカ海軍の装甲巡洋艦。テネシー級装甲巡洋艦の一隻。艦名はテネシー州に因む。その名を持つ艦としては2隻目。

## 艦歴
テネシーは1903年6月20日にペンシルベニア州フィラデルフィアのウィリアム・クランプ・アンド・サンズ社で起工、1904年12月3日にアニー・K・フレーザー（テネシー州知事ジェームズ・B・フレーザーの娘）によって命名、進水し、1906年7月17日にフィラデルフィア海軍工廠で艦長アルバート・O・ベリー大佐の指揮下就役した。
テネシーは1906年11月8日にパナマ運河を視察するルーズベルト大統領が乗った戦艦ルイジアナ (USS Louisiana, BB-19) の護衛としてハンプトン・ローズを出航した。視察後帰路の途中でプエルトリコに立ち寄り、11月26日にハンプトン・ローズに帰還した。その後、テネシーはアメリカ大陸入植300周年を祝うジェームズタウン博覧会に参加した。
6月14日にテネシーはヨーロッパに向けて出航し、特別任務部隊と共にフランスのロワイヤンに23日に到着した。8月に帰国の途に就き、10月12日にハンプトン・ローズを出航、太平洋に向かった。
テネシーはその後カリフォルニア沿岸の偵察を行い、1908年8月24日にサモアに向けて出航、9月23日にパゴパゴに到着し太平洋艦隊での任務を再開した。1910年5月15日にバイアブランカに到着しアメリカ合衆国の代表としてアルゼンチン独立百周年記念式典に参加する。11月8日にテネシーはポーツマスを出航し、サウスカロライナ州チャールストンに移動、タフト大統領を乗せパナマへの往復旅行を行う。ハンプトン・ローズには11月22日に帰還し、その後1911年2月までバージニア州沖合での戦闘訓練に従事した。ニューオーリンズでマルティグラに参加、3月にニューヨークを訪問した後、テネシーはキューバ海域に向けて出航し、2ヶ月に及ぶグアンタナモ湾での作戦活動に入る。
テネシーは1911年6月15日にポーツマス海軍工廠で予備役となる。その後1年半東海岸に留まり、1912年11月12日にフィラデルフィアを出航、地中海に向かう。12月1日にスマーナ（現在のイズミル）に到着した。第一次バルカン戦争の間、テネシーはアメリカ国民および権益保護のため同地に留まり、1913年5月3日に帰国の途に就く。5月23日にハンプトン・ローズに到着し、テネシーは東海岸での作戦活動に従事、10月23日にフィラデルフィアで大西洋予備役艦隊入りする。1914年5月2日にテネシーはニューヨーク海軍工廠で新兵収容艦となった。
8月6日にテネシーはニューヨークを出航しヨーロッパでの任務に向かう。1915年前半はアメリカ軍の遠征を支援し、8月に海兵隊遠征軍第1大隊および海兵隊特科大隊をハイチへ運ぶ。1916年1月28日から2月24日までテネシーはハイチのポルトープランスで巡洋艦部隊の旗艦任務を担った。3月にハンプトン・ローズで政府高官を乗せ、2ヶ月に及ぶモンテビデオへの巡航を行った。
5月25日、テネシーはメンフィス (USS Memphis) へと艦名を変更する。艦名はテネシー州メンフィスに因み、テネシーの艦名は戦艦43番に与えられた。7月、エドワード・ビーチ・シニア艦長の指揮下カリブ海に向かい、7月23日にサントドミンゴに到着、反乱で二分されたドミニカ共和国において平和維持の偵察巡航を行った。8月29日の午後、サントドミンゴで停泊中であったメンフィスは予期しなかった大波によって陸に打ち上げられた。この事故によって約40名が死亡または行方不明となり、204名が重傷となった。主任機関兵のジョージ・ウィリアム・ラッド、クロード・アシュトン・ジョーンズ大尉、チャールズ・H・ウィリー機関兵は事故への対処の功績で名誉勲章を受章した。
メンフィスは1917年12月17日に除籍され、1922年1月17日にコロラド州デンバーのA・H・ラデツキー・アイアン・アンド・メタル社にスクラップとして売却された。